# Sageretia subcaudata
Sageretia subcaudata är en brakvedsväxtart som beskrevs av Camillo Karl Schneider. Sageretia subcaudata ingår i släktet Sageretia och familjen brakvedsväxter. Inga underarter finns listade i Catalogue of Life.